# Rhododendron laudandum
Rhododendron laudandum är en ljungväxtart som beskrevs av John Macqueen Cowan. Rhododendron laudandum ingår i släktet rododendron, och familjen ljungväxter. Utöver nominatformen finns också underarten R. l. temoense.